# Lacus Autumni
Lacus Autumni – lateinisch für Herbst-See – ist ein erstarrter Lavasee auf dem Mond, der von der Entstehung her den größeren Maria gleicht. Die Bezeichnung wurde durch die Internationale Astronomische Union im Jahr 1970 offiziell bestätigt.
Die dunkelgraue Basaltfläche hat einen mittleren Durchmesser von 183 Kilometer und liegt am westlichen Rand der erdzugewandten Mondseite bei den selenografischen Koordinaten 12° Süd und 83° West zwischen den Montes Rook und den Montes Cordillera.